# Бьянки, Анджело
Анджело Бьянки (итал. Angelo Bianchi; 19 ноября 1817, Рим, Папская область — 22 января 1897, Рим, королевство Италия) — итальянский куриальный кардинал и папский дипломат. Апостольский интернунций в Нидерландах с 14 марта 1868 по апрель 1874. Титулярный архиепископ Миры с 10 октября 1874 по 19 сентября 1879. Апостольский нунций в Баварии с 13 ноября 1874 по 8 июня 1877. Секретарь Священной Конгрегации по делам епископов и монашествующих с 8 июня 1877 по 30 сентября 1879. Апостольский нунций в Испании с 30 сентября 1879 по 25 сентября 1882. Префект Священной Конгрегации обрядов с 15 ноября 1887 по 14 марта 1889. Апостольский про-датарий с 14 марта 1889 по 22 января 1897. Кардинал-священник с 25 сентября 1882, с титулом церкви Санта-Прасседе с 15 марта 1883 по 1 июня 1891. Кардинал-епископ Палестрины с 24 мая 1889.